# 24. ročník udílení Gotham Awards
Vyhlášení amerických cen Gotham Awards 2014 se konalo 1. prosince 2014. Nominace byly oznámeny dne 23. října 2014. Ceremoniál moderovala herečka Uma Thurman.

## Vítězové a nominovaní
Tučně jsou označeni vítězové.
| Nejlepší film | Nejlepší dokument |
| --- | --- |
| Birdman - Chlapectví - Grandhotel Budapešť - Ta zvláštní láska - Pod kůží | Citizenfour: Občan Snowden - Actress - Život Rogera Eberta - Manakamana - Point and Shoot |
| Nejlepší mužský herecký výkon ve filmu | Nejlepší ženský herecký výkon v seriálu |
| Michael Keaton jako Riggan Thomson – Birdman - Bill Hader jako Milo Dean – Moje ségra má prima bráchu - Ethan Hawke jako Mason Evans Sr. – Chlapectví - Oscar Isaac jako Abel Morales – Válka bez pravidel - Miles Teller jako Andrew Neiman – Whiplash | Julianne Moore jako Dr. Alice Howland – Pořád jsem to já - Patricia Arquette jako Olivia Evans – Chlapectví - Scarlett Johansson jako Žena – Pod kůží - Gugu Mbatha-Raw jako Noni Jean – Beyond the Lights - Mia Wasikowska jako Robyn Davidson – Stopy |
| Ocenění Binghama Ray pro objev roku v oblasti režisérství | Objev roku |
| Ana Lily Amirpour – Sama nocí tmou - James Ward Byrkit – Coherence - Dan Gilroy – Slídil - Eliza Hittman – Skoro jako láska - Justin Simien – Dear White People                                                                                         | Tessa Thompson – Dear White People - Riz Ahmed – Slídil - Macon Blair – Blue Ruin - Ellar Coltrane – Chlapectví - Joey King – Wish I Was Here - Jenny Slate – Náhodná známost                                                                           |
| Speciální ocenění poroty – obsazení | Grant – "Žij si svůj sen“ |
| Hon na lišku – Steve Carell, Mark Ruffalo a Channing Tatum | Chloé Zhaová – Songs My Brothers Taught Me - Garrett Bradley – Když zvířata sní - Claire Carré – Embers |
| Speciální ocenění | |
| - Tilda Swinton - Bennett Miller - Ted Sarandos | |